# Marion Cook
Marion Cook (Washington DC, 27 de gener de 1869 - Nova York, 19 de juliol de 1944) va ser violinista, saxofonista i director d'orquestra estatunidenc de jazz tradicional.

## Biografia
Membre d'una família de la burgesia negra de finals de segle xix, va estudiar a la universitat, com els seus pares, i va aprendre música al conservatori. Va estudiar violí a l'Oberlin College abans de tornar a Washington, on el seu primer recital va ser patrocinat per Frederick Douglass. Va actuar al Carnegie Hall i va estudiar al Conservatori Nacional de Música.
Als 16 anys es va traslladar a Berlín per continuar els seus estudis de violí clàssic. El 1898 va tornar a Nova York, on va rebre classes d'Anton Dvorak i va assumir l'encàrrec de compondre una opereta de tipus minstrel, anomenada Clorindy: The origin of the cake walk, amb lletra de Paul Laurence Dunbar. Era la primera comèdia musical escrita, dirigida i interpretada íntegrament per artistes afroamericans i es va convertir en un dels èxits més importants de teatre americà a Broadway.
El 1905 va formar part, com a assessor i arranjador, del grup The Memphis Students, impulsat per Will Dixon i en el qual figurava, entre d'altres, Jimmy Reese Europe. No obstant això, el gran èxit de la seva opereta anterior el va impulsar a escriure’n algunes més, entre 1902 i 1907.
L’any 1910 va fundar la New York and Southern Syncopated Orchestra, amb la qual va actuar per tot el país i va viatjar al Regne Unit el 1919. En aquesta visita, va formar part de l'orquestra el saxofonista Sidney Bechet, entre d'altres. El conjunt instrumental, que incloïa un cor de vint veus, va fer gires per Estats Units i Europa fins al 1920. Quan Cook va tornar als Estats Units, bona part dels seus músics van romandre a Europa, realitzant una important tasca d'impuls del jazz al continent.
Després, Cook es va allunyar de l'escena musical, fins que va morir de càncer a Nova York el 1944.
Cook va influir en tota una generació de joves músics afroamericans, dels que va ser mentor i professor. D'entre els seus deixebles destaquen el compositor i intèrpret de jazz Duke Ellington i la cantant Eva Jessye, que va ser la primera dona negra que es va convertir en directora professional d'un cor.